# Tusa Erzsébet
Tusa Erzsébet (Budapest, 1928. január 5. – Budapest, 2017. augusztus 24.) Liszt Ferenc-díjas magyar zongoraművész, tanár, érdemes művész.

## Élete, munkássága
A budapesti Liszt Ferenc Zeneművészeti Főiskolán végezte felsőfokú zongoratanulmányait, Dániel Ernő és Kadosa Pál voltak a mesterei. 1948-ban diplomázott, és végzése után, 1949-től 1954-ig a szombathelyi zeneiskolában tanított. Ezt követően, 1957-ig a Győri Zeneművészeti Szakiskola, 1957-től 1961-ig a Szegedi Zeneművészeti Szakiskola, 1961-től 1970-ig pedig a budapesti Bartók Béla Zeneművészeti Szakközépiskola tanára volt. 1976-tól 1983-ig a Liszt Ferenc Zeneművészeti Főiskolán tanított, és tizenöt évig volt a tokiói Muszasino Zeneakadémia professzora is. Sok mesterkurzust tartott szerte a világban: a salzburgi Mozarteumban, a hannoveri Zenefőiskolán, a heidelbergi Zeneakadémián, az új-zélandi Aucklandban, a hollandiai Alkmaarban, Sydneyben, Perthben vendégprofesszor volt. 1990 és 1996 között a Magyarországi Zenetanárok Társaságának elnöke volt.
Zongoraművészként 1967-től az Országos Filharmónia szólistája volt, és több kontinens számos országában koncertezett. Pályafutása legfontosabb momentumának tartja Bartók Béla akkoriban felfedezett, zongorára és zenekarra írott Op. 2-es Scherzójának ősbemutatóját 1961-ben, de bemutatta kortárs magyar zeneszerzők több művét is. Számos hangfelvételt készített, zenésztársai szívesen választották partnernek, kísérőnek, Pásztory Dittával és Lantos Istvánnal kétzongorás műveket játszott lemezre.
Férje Lendvai Ernő Széchenyi-díjas zenetudós volt, akinek halála után ő rendezte sajtó alá tanulmányait, írásait, előadásait.

## Díjai
- Liszt Ferenc-díj (1968)
- Érdemes művész (1979)
- SZOT-díj (1985)
- Bartók–Pásztory-díj (1995)
- A Magyar Köztársasági Érdemrend középkeresztje (2003)
- Budapest XII. kerülete díszpolgára (2003)[2]